# Paratrechalea longigaster
Espèce
Paratrechalea longigaster est une espèce d'araignées aranéomorphes de la famille des Trechaleidae.

## Distribution
Cette espèce se rencontre en Argentine dans la province de Misiones et au Brésil dans les États du Rio Grande do Sul, de Santa Catarina et de São Paulo,.

## Description
La carapace de la femelle holotype mesure 3,8 mm de long sur 3,2 mm de large et l'abdomen 6,50 mm de long.
Le mâle décrit par Silva et Lise en 2010 mesure 8,71 mm, sa carapace mesure 3,32 mm de long sur 2,82 mm de large et l'abdomen 5,81 mm de long

## Publication originale
- Carico, 2005 : Descriptions of two new spider genera of Trechaleidae (Araneae, Lycosoidea) from South America. Journal of Arachnology, vol. 33, no 3, p. 797-812 (texte intégral).